# Kemal Gekić
Kemal Gekić (* 1962 in Split, Jugoslawien) ist ein serbischer Pianist.
Von 1978 bis 1982 studierte er Klavier an der Kunstakademie der Universität Novi Sad, danach war er dort bis 1999 als Assistenzprofessor tätig. Seit Mitte der 1980er Jahre trat er als Konzertpianist in zahlreichen europäischen Staaten, in Kanada und in Südostasien auf. Inzwischen arbeitet er als Professor an der Florida International University. Er ist bekannt für seine Interpretationen der Werke von Franz Liszt.

## Tonträger
- Chopin Recital, CD, 1996
- Franz Liszt: Rossini Transcriptions, CD, 1998
- Kemal Gekic performs Händel, Liszt & Scriabine, CD, 1999
- Kemal Gekic in Concert (Werke von Frédéric Chopin, Ferruccio Busoni und Franz Liszt), CD, 2000